# Csorsztin
Csorsztin (lengyelül: Czorsztyn) falu Lengyelországban, a Kis-lengyelországi vajdaságban. Csorsztin vára és a Dunajec túlpartján álló Nedeci vár egykor Galícia és Magyarország határát őrizték. A két vár közötti völgyet később a Dunajec felduzzasztásával létrejött Csorsztini-tó töltötte ki.

## Történelem
1241-ben, amikor Lengyelország déli részén is végigsöpört a tatárjárás, V. Boleszláv lengyel fejedelem és felesége, Árpád-házi Kinga, IV. Béla magyar király lánya Krakkóból előbb a szepességi Podolinba, majd a Dunajec bal partján álló Csorsztin várába menekült.
1287-ben egy újabb tatár betörés során az ószandeci apácáknak az ekkor már özvegy Kinga vezetésével Csorsztin várába kellett menekülniük; az ostromlókat Baksa Simonfia György magyar csapata futamította meg.

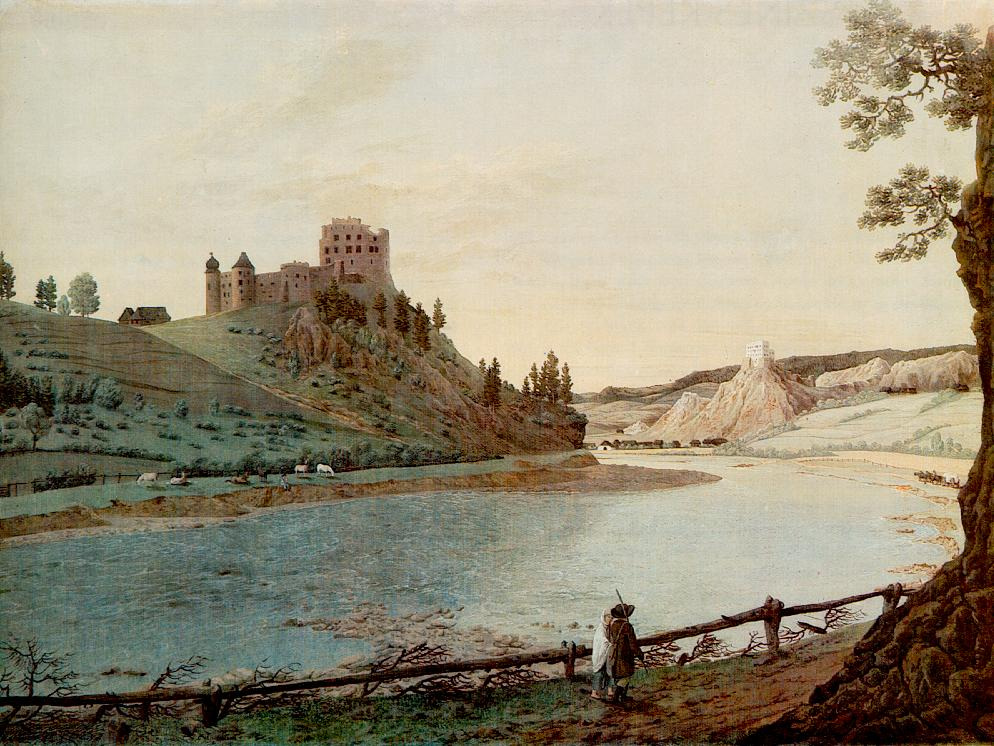
Markó Károly: Csorsztin és Nedecz (1820)